# انقلاب صبغي

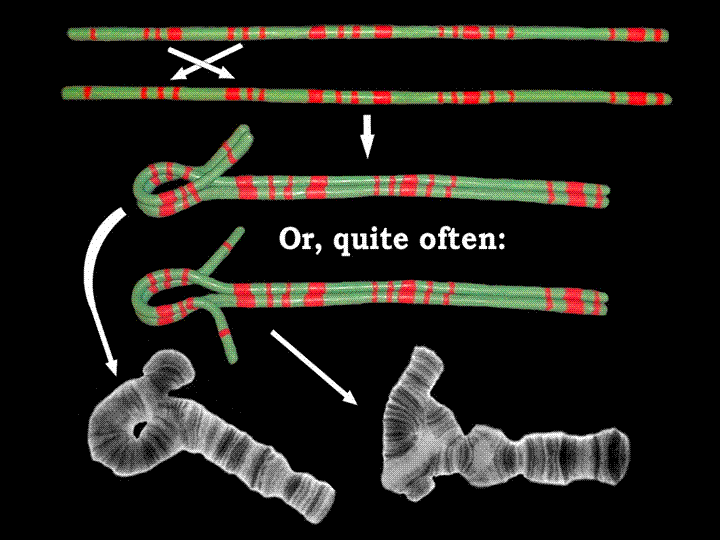
نموذج من الصلصال يوضح سبب ظهور حلقات عكسية غير متجانسة في تحضير الصبغيات عديدة الخيوط

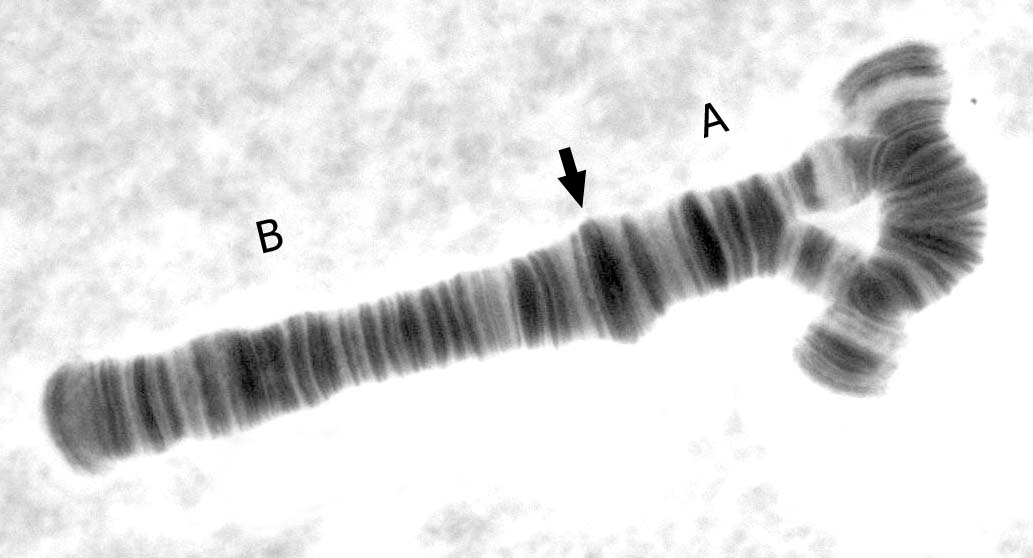
حلقة انقلاب في ذراع كروموسوم من ذبابة من نوع Axarus

الانْقِلاَب الصبْغِي (بالإنجليزية: chromosomal inversion) هو إعادة ترتيب كروموسوم يتم فيه عكس جزء من الكروموسوم من الجزء النهائي إلى الجزء النهائي الآخر.
يحدث الانقلاب عندما يتعرض كروموسوم واحد للكسر وإعادة الترتيب داخل نفسه. يوجد نوعين من الانقلاب: paracentric و pericentric.
لا يشمل الانقلاب الparacentric السنترومير والكسور تحدث في ذراع واحدة من الكروموسوم. في المقابل، يشمل الانقلاب الpericentric السنترومير وهناك نقطة توقف في كل ذراع.